# Phare de Broadhaven
Le phare de Broadhaven est un phare situé à l'entrée nord-ouest de la baie de Broadhaven pour marquer l'entrée du port de Belmullet dans le Comté de Mayo (Irlande). Il est géré par les Commissioners of Irish Lights (CIL).

## Histoire
Le phare est une tour ronde, avec lanterne et galerie, de 15 m de haut et peint en blanc. Il a été construit en 1848 et n'a servi que de balise de jour jusqu'en 1855. La maison du gardien d'un seul étage a été bâti à côté. En septembre 1977, il a été alimenté à l'électricité. La maintenance de la station est confiée à un préposé qui s'y rend régulièrement pour effectuer des tâches courantes.
Situé sur un promontoire à l'entrée la plus étroite de la baie, il émet un feu intermittent blanc et rouge selon secteur toutes les 4 secondes. Le site est ouvert, accessible par la route, et l'installation est fermée.